# Pionierbrigade 80
Das Pionierbrigade 80 „Kurmark“ war eine der Pionierbrigaden des Heeres der Bundeswehr. Der Stabssitz war Storkow. Die Pionierbrigade unterstand zuletzt der 14. Panzergrenadierdivision. Der Beiname „Kurmark“ deutete auf den Stationierungsraum in und um das Land Brandenburg hin.

## Geschichte

### Aufstellung
Nach Ende des Ost-West Konflikts wurde die Struktur der Pioniertruppe zur Einnahme der Heeresstruktur V bzw. V (N) geändert. Ein Großteil der Pioniertruppe des Feld- und Territorialheeres in Westdeutschland war bisher in Pionierkommandos gegliedert. Die westdeutschen Korps führten als Korpstruppen je ein Pionierkommando. Analog führten die westdeutschen Territorialkommandos ebenfalls entweder ein direkt unterstelltes Pionierkommando bzw. im Falle des Territorialkommandos Schleswig-Holstein ein Pionierregiment vergleichbarer Größe. In Westdeutschland waren auf Ebene der meisten Divisionen Pionierbataillone als Teil der Divisionstruppen ausgeplant; im westdeutschen Territorialheer führte analog jedes Wehrbereichskommando ein Pionierregiment.
In der neuen Struktur wurde die Masse der oben aufgezählten Truppenteile der Pioniere des Feld- und Territorialheers – soweit diese nicht außer Dienst gestellt wurden – in neu aufgestellten Pionierbrigaden zusammengefasst. Die Pionierbrigaden wurden jeweils einem Stab eines Wehrbereichskommandos/Division unterstellt. Diese fusionierten Großverbände neuen Typs vereinten Truppenteile und Aufgaben des bisherigen Feld- und Territorialheeres. Erst im Verteidigungsfall wären die Verbände voraussichtlich wieder getrennt worden. Ähnliches galt für die Pionierbrigaden. Im Zuge der Übernahme ostdeutscher Truppenteile durch die Bundeswehr bzw. der Neuaufstellung ostdeutscher Truppenteile wurde dieses neue Gliederungsprinzip konsequenter und früher umgesetzt: das neu aufgestellte ostdeutsche Korps und das neu aufgestellte Territorialkommando wurden von Beginn an aus einem fusionierten Stab geführt. Analog wurden die neuen ostdeutschen Divisionen und Wehrbereichskommandos konsequent als fusionierte Großverbände aufgestellt. Daher wurden auch die beiden ostdeutschen Pionierbrigaden 70 und 80 früher als die westdeutschen Pionierbrigaden ausgeplant.
Die Pionierbrigade 80 wurde am 19. April 1991 in der Kurmark-Kaserne in Storkow aufgestellt und der etwa zeitgleich aufgestellten Division / Wehrbereichskommando VIII unterstellt. Dieser Großverband führte ab 1995 die Bezeichnung Wehrbereichskommando VIII / 14. Panzergrenadierdivision. Am 17. September 1993 wurde der Brigade durch den Generalinspekteur der Bundeswehr Beiname „Kurmark“ verliehen. Nach der Auftrennung des Wehrbereichskommandos VIII / 14. Panzergrenadierdivision und der bald darauf folgenden Außerdienststellung des Wehrbereichskommandos VIII war die Pionierbrigade Teil der nun eigenständigen 14. Panzergrenadierdivision.

### Auflösung
Die Pionierbrigade 80 wurde am 30. September 2003 als eine der letzten Pionierbrigaden außer Dienst gestellt.

## Verbandsabzeichen

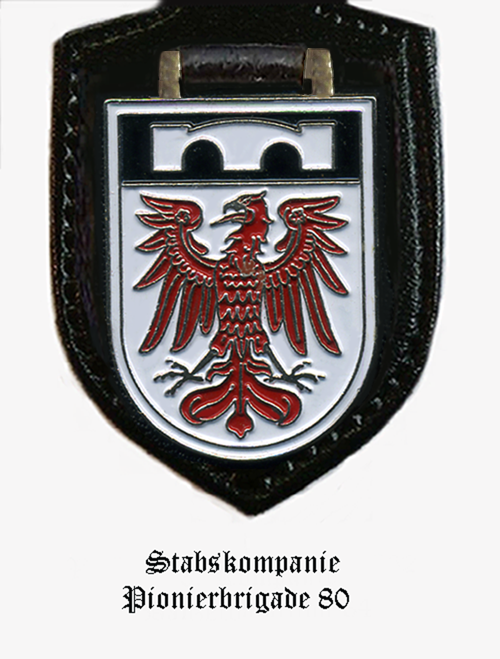
Internes Verbandsabzeichen des Stabes/Stabskompanie

Die Pionierbrigade führte anders als die meisten anderen Brigaden des Heeres kein eigenes Verbandsabzeichen. Die Soldaten trugen daher zuletzt das Verbandsabzeichen der übergeordneten Division.
Als „Abzeichen“ wurde daher unpräzise manchmal das interne Verbandsabzeichen des Stabes und der Stabskompanie „pars pro toto“ für die gesamte Pionierbrigade genutzt. Es zeigte passend zum Beinamen „Kurmark“ den Märkischen Adler ähnlich wie im Wappen Brandenburgs und eine stilisierte Brücke, die ähnlich im Barettabzeichen der Pioniertruppe abgebildet ist. Die Brücke taucht ähnlich in den anderen internen Verbandsabzeichen der Stäbe und der Stabskompanien der übrigen Pionierbrigaden auf. Die schwarze Grundfarbe der Brücke entspricht der Waffenfarbe der Pioniertruppe.